# Tercer mundo (película)
 Tercer mundo  es una película filmada en colores coproducción de Argentina y Brasil dirigida por Ángel Acciaresi según el guion de Jorge Falcón que se estrenó el 2 de agosto de 1973 y que tuvo como protagonistas a Jardel Filho, José María Langlais, Elida Gay Palmer y Juan Carlos Palma. Fue producida en 1961 y tuvo los títulos alternativos de Pedro y Pablo y Lucharon sin armas.
Fue filmada parcialmente en Brasil.

## Sinopsis
En las favelas de Río de Janeiro, la labor de dos sacerdotes jóvenes.

## Reparto
- Jardel Filho
- José María Langlais
- Elida Gay Palmer
- Juan Carlos Palma
- Pedro Aleandro
- Jece Valadao
- Sadi Cabral

## Comentarios
Clarín dijo:

”Buenas intenciones y relato elemental.”

C.J.R. en El Cronista Comercial opinó:

”De tercer mundo tiene poco y nada, y como película, no merece catalogarse ni dentro de una eventual quinta categoría.”

Manrupe y Portela escriben:

”Estrenada tratando de aprovechar el momento. Artísticamente pobre, originalmente duraba 100 minutos.”